# Amphioctopus robsoni
Amphioctopus robsoni is een inktvissensoort uit de familie van de Octopodidae. De wetenschappelijke naam van de soort is voor het eerst geldig gepubliceerd in 1941 door Adam.